# 最後のI LOVE YOU Acoustic Ver.
「最後のI LOVE YOU Acoustic Ver.」（さいごのアイ・ラブ・ユー・アコースティック・バージョン）は、加藤ミリヤの1作目のデジタルシングル。

## 概要
前作「19 Memories」から約1ヶ月ぶりのシングル。初の配信規格でのリリース。
彼女の3作目のスタジオ・アルバム『TOKYO STAR』の発売に先駆けて、2008年4月1日から先行配信された。本作は配信限定のアコースティック・ヴァージョンとして販売された。その為、本音源はどのアルバムにも収録されていない。

## 収録曲
| 全作詞・作曲: Miliyah。 |                                    |         |            |                 |      |
| #                       | タイトル                           | 作詞    | 作曲・編曲 | 編曲            | 時間 |
| 1.                      | 「最後のI LOVE YOU Acoustic Ver.」 | Miliyah | Miliyah    | 3rd Productions | 4:33 |

## 収録アルバム
- TOKYO STAR (#1、オリジナルヴァージョン)
- M BEST (#1、同様)